# Saori Ariyoshi
Saori Ariyoshi (有吉 佐織 Ariyoshi Sayori?), född 1 november 1987, är en japansk fotbollsspelare som spelar för Nippon TV Beleza.
Saori Ariyoshi spelade 49 landskamper för det japanska landslaget. Hon deltog bland annat i fotbolls-VM 2015.